# پی‌اس‌آر بی۰۳۲۹+۵۴
پی‌اس‌آر بی۰۳۲۹+۵۴ یک ستاره است که در صورت فلکی زرافه قرار دارد.